# Artur Kotenko
Artur Kotenko (Tallinn, 20 agosto 1981) è un calciatore estone, portiere del Puuma Tallinn.

## Carriera

### Club
Ha giocato nella prima divisione estone, in quella norvegese, in quella cipriota, in quella azera, in quella finlandese ed in quella bielorussa.

### Nazionale
Tra il 2004 ed il 2013 ha giocato complessivamente 27 partite con la maglia della nazionale estone.

## Palmarès

### Club

#### Competizioni nazionali
- Campionato estone: 4

Levadia Tallinn: 2004, 2006, 2007, 2021
- Coppa d'Estonia: 3

Levadia Tallinn: 2004-2005, 2006-2007, 2020-2021